# Scheremetew-Palais

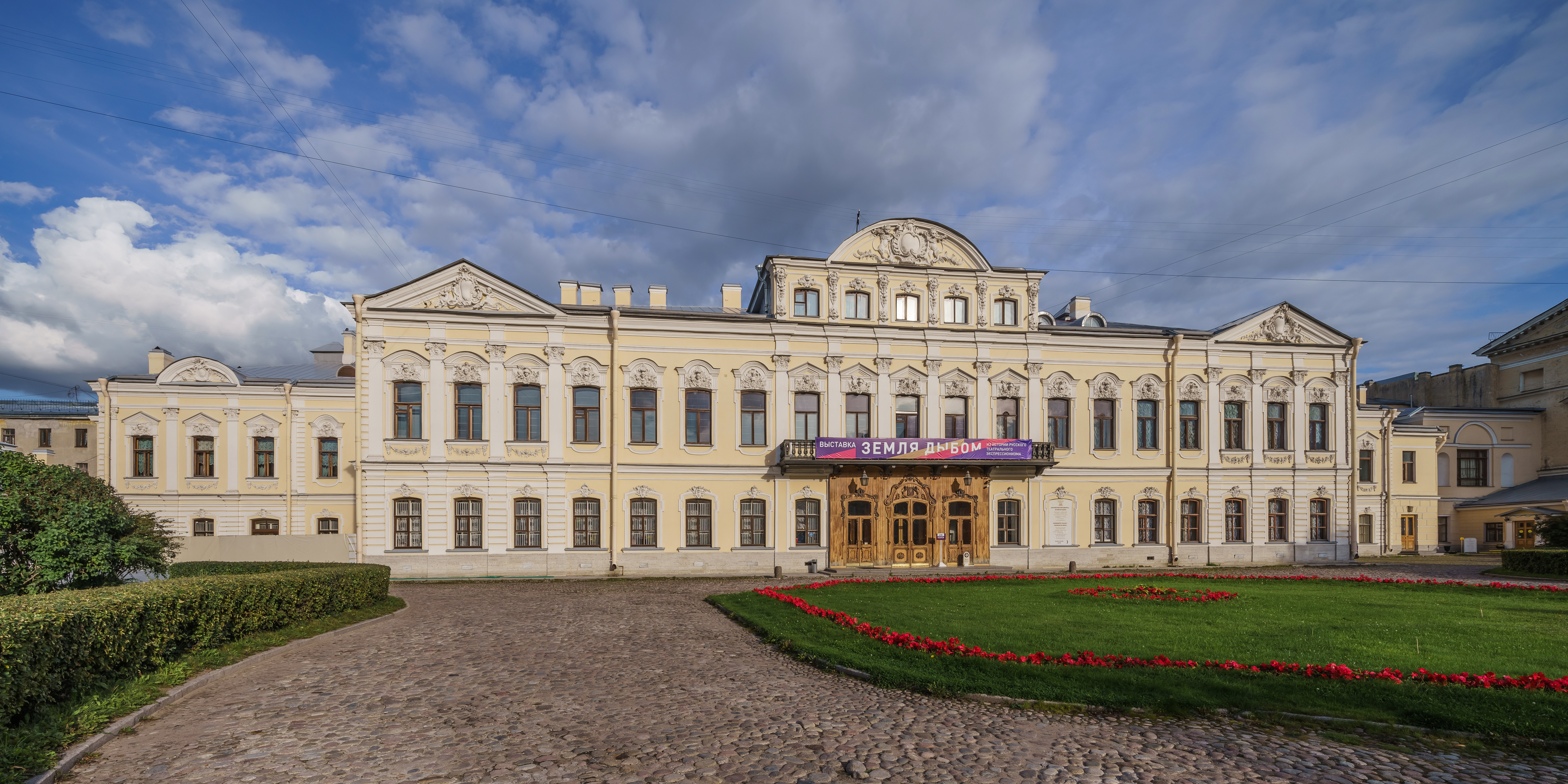
Scheremetew-Palais

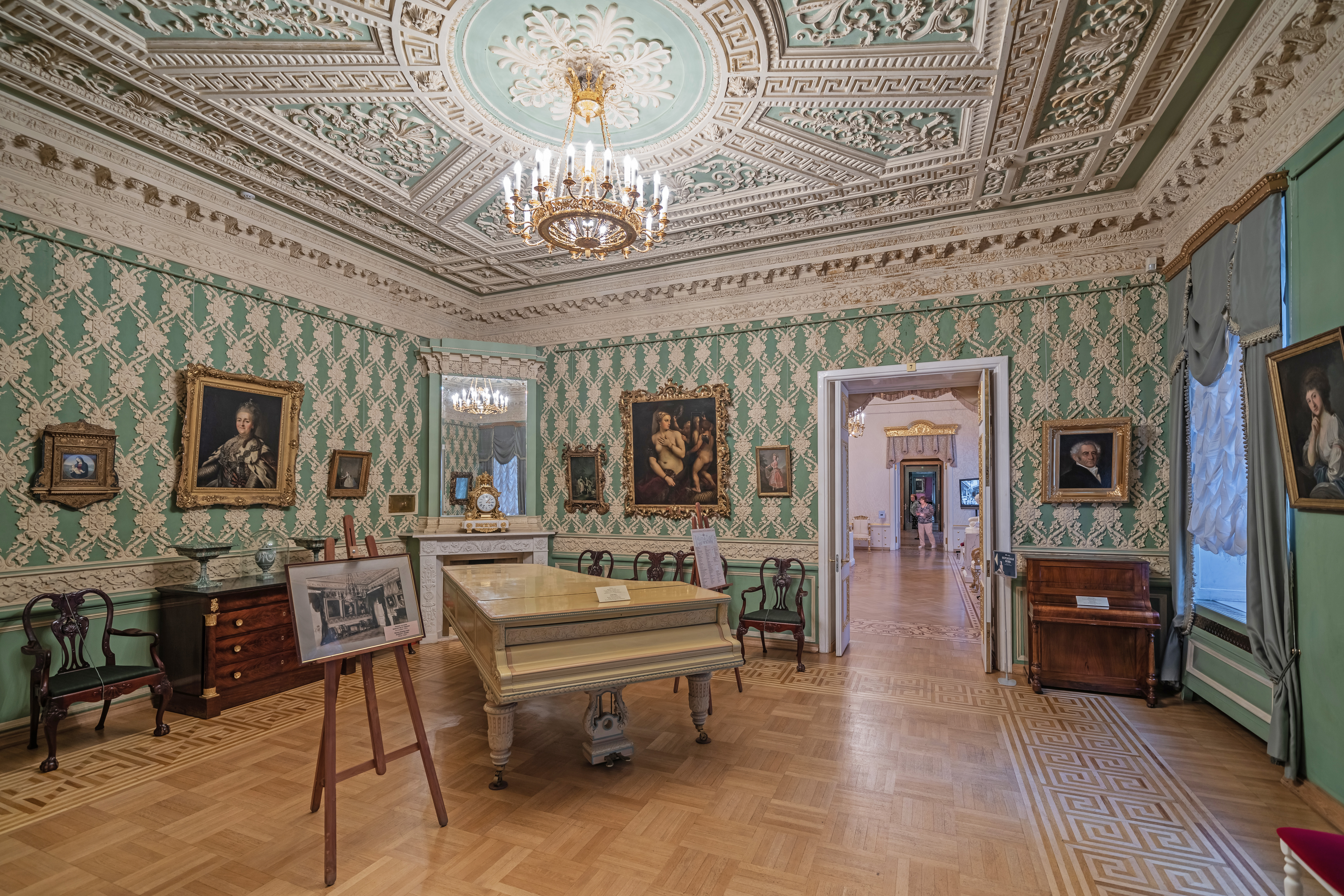
Einer der Paraderäume

Der Scheremetew-Palais oder Scheremetew-Palast (russisch Шереметевский дворец) ist ein Palast in Sankt Petersburg (Russland). Der Palast wird auch als „Fontänenhaus“ (russisch Фонтанный дом) bezeichnet, weil er früher zahlreiche Brunnen aufwies.

## Geschichte
Für seine Verdienste im Nordischen Krieg schenkte Peter der Große 1712 dem Feldmarschall Boris Petrowitsch Scheremetew ein Grundstück am Fluss Fontanka, auf dem Scheremetew eine Reihe Holzhäuser errichten ließ.
An Stelle dieser Gebäude ließ sein Sohn Pjotr Borissowitsch Scheremetew in den 1740er Jahren nach Entwürfen Sawa Tschewakinskij, einem Schüler Rastrellis, einen einstöckigen Palast errichten, der später mit einem zweiten Stockwerk ergänzt wurde. Im späten 18. und frühen 19. Jahrhundert beherbergte der Palast auch ein Theater und ein Krankenhaus. Der Nordflügel entstand 1867 nach Entwürfen Nicholas Benois. Bis 1917 war der Palast im Besitz von fünf Generationen der Familie Scheremetew.
Nach der Revolution wurde in dem Haus ein Museum eröffnet, das private Kunstgegenstände der Scheremetews aus dem 18. bis 20. Jahrhundert zeigte. Bis 1931 war es Teil der Historischen Abteilung des Russischen Museums. Bis 1954 bewohnte die bedeutende russische Lyrikerin Anna Achmatowa einen Teil des Palastes. Heute befindet sich das Anna-Achmatowa-Museum in einem Seitenflügel des Gebäudekomplexes.